# فهمي الخولي
فهمي الخولي (ولد 13 يوليو 1941 - توفي 29 يناير 2021) مخرج مسرح مصري. تخرج في المعهد العالي للفنون المسرحية في 1971 بمرتبة الشرف، وقدّم أكثر من 103 عملًا مسرحيًّا في مسارح الدولة ومسرح التلفزيون المصري والمسرح العمالي ومسارح القطاع الخاص.

## من أعماله
مثَّل في عدد من المسرحيات وأخرج أعمالًا مسرحية للقطاعين العام والخاص كما شارك بالتمثيل في عدد من المسلسلات التلفزيونية، وأدار المسرح الحديث ومسرح الغد وأشرف على فرقة تحت 18 التابعة للبيت الفني للفنون الشعبية والاستعراضية.
عمل أيضًا محاضرًا لمادتي التمثيل والإخراج في المعهد العالي للفنون المسرحية وكلية الآداب في كل من جامعة الإسكندرية وجامعة حلوان وكلية التربية النوعية بجامعة القاهرة ومركز إعداد القادة الثقافيين.

## الوفاة
توفي في ساعة متأخرة من مساء يوم الجمعة 29 يناير 2021 ميلاديًّا، الموافق 16 جمادى الآخرة 1442 هجريًّا، إثر أزمة صحية.

## الجوائز

### مصرية
- جائزة الدولة التشجيعية 1990.[5]
- وسام العلوم والفنون من الطبقة الأولى، 1991.
- نوط الامتياز من الطبقة الأولى، 1995.
- جائزة الدولة للتفوق في الفنون، 2010.

### عربية
- مفتاح مدينة الجزائر، 1985.
- شهادة تقدير من الجمهورية العراقية في عيد الفن ببغداد، 1988.
- وسام الاستحقاق من الطبقة الأولى من المملكة الأردنية، 2002.

## روابط خارجية
- فهمي الخولي على موقع الدهليز
- فهمي الخولي على موقع قاعدة بيانات الأفلام العربية